# Winburg
Winburg è una città del Sudafrica facente parte della provincia di Free State. Situata nella Municipalità locale di Masilonyana appartenente alla Municipalità distrettuale di Waterberg è la più antica città della provincia.

## Collocazione
Winburg si trova a metà strada tra i fimi Orange e Vaal, vicino allo svincolo autostradale tra la N1 e la N5 ed è distante da Bloemfontein circa 105 km.

## Storia
Quando i Voortrekkers si stabilirono nell'area di Winburg le comunità indigene più vicine si trovavano, una a 60 km a sud est, dove oggi sorge la città di Thaba Nchu, e l'altra a 100 km a est nelle attuali montagne del Lesotho.
La prima era una tribù Tswana con a capo, Makwana e la seconda era una tribù Basotho.
L'accordo per il commercio di bestiame, tra i fiumi Vaal e Vet, raggiunto da Andries Pretorius e Makwana, nel 1836, causò delle controversie tra le due tribù. I Voortrekkers offrirono protezione a Makwana e alle tribù Tswana contro le scorrerie Basotho e ricevettero in cambio la terra tra i due fiumi.
I leader Voortrekkers non trovarono l'accordo sul luogo dove stabilire la città, quindi decisero di mettere ai voti le varie proposte. Vinse il gruppo capeggiato da Andries Pretorius e la città fu fondata nel 1837 nella fattoria Waaifontein di proprietà di Jacobus de Beer, che la chiamò Winburg in onore della vittoria alle elezioni che portarono a scegliere la sua fattoria come luogo dove fondare la città.
La città fu sede di un campo di prigionia per donne e bambini boeri catturati durante la campagna terra bruciata attuata dagli inglesi durante la Seconda guerra boera. In questo campo morirono 355 bambini e 132 adulti a causa di malnutrizione e malattie contagiose durante i freddi inverni tra il 1899 e il 1901.
Da Winburg, nel 1914, iniziò la rivolta boera (chiamata anche Maritz Rebellion), quando il governo dell'Unione Sudafricana decise di appoggiare le forze alleate durante la prima guerra mondiale.
La città fu un importante centro religioso per i Voortrekker. A causa di divergenze politiche la chiesa riformata olandese si scisse in due fazioni. La prima si chiamò Klip Kerk e la seconda Rietfontein Kerk.

## Economia
L'economia della città è prettamente agricola. La coltivazione di mais e frumento e l'allevamento di bovini, pecore e cavalli sono tra le più importanti

## Attrazioni turistiche
- MT Steyn Museum. Questo museo dedicato ai Voortrekker e si trova nella casa dove nacque Martinus Theunis Steyn
- Monumento ai Voortrekker. Winburg era stata inizialmente scelta come città dove erigere il principale monumento nazionale dedicato ai Voortrekker. Successivamente fu scelta Pretoria per ospitare il Voortrekker Monument (1950). Nel 1968 venne eretto un monumento suddiviso in cinque sezioni dedicate ai maggiori leader Voortrekker: Uys Piet, Andries Potgieter, Andries Pretorius, Piet Retief e Gerhard Maritz. Le lunghezze delle sezioni sono proporzionali alla distanza percorsa da ogni gruppo di coloni con a capo uno dei cinque leader. Il 16 dicembre, giorno in cui i discendenti dei coloni boeri celebrano la battaglia di Blood River, il sole passa sopra il monumento e illumina una targa in cui vi è scritto un messaggio religioso.
- Cimitero dei Voortrekker. A Winburg si trova il più antico cimitero dei Voortrekker in tutto il Sudafrica.
- Giardino dei Ricordi (Garden of Remembrance). Qui si trova un giardino paesaggistico in memoria dei Voortrekker del Gran Trek  (Great Trek).
- Stone Huts. In questo sito si trovano le rovine delle case dei primi coloni boeri.
- Hotel Ford. Questo hotel risale ai tempi dei primi coloni. L'arredamento della sala da pranzo risale al tempo dei Voortrekker.
- Antica Chiesa. Questa antica chiesa fu costruita nel 1917 dopo la scissione nella Chiesa Riformista Olandese.
- Riserva Naturale di Willem Pretorius (Willem Pretorius Nature Reserve). Questa riserva naturale si trova circa 30 km a nord di Winburg. Fa parte della riserva la diga di Allemanskraal.
- Riserva Naturale della diga di Erfenis  (Erfenis Dam Nature Reserve). Questa riserva naturale si trova circa 20 km a ovest di Winburg.